# SAS Group
SAS AB (Scandinavian Airlines System Aktiebolag, comercializando como SAS Group) es un holding de aerolíneas con sede en el SAS Frösundavik Office Building en el municipio de Solna, Suecia.
La mitad del capital social de SAS AB pertenece a los gobiernos escandinavos (Suecia (21,4%), Noruega, a través del Ministerio Noruego de Comercio e Industria (14,3%) y del Ministerio de Finanzas de Dinamarca (14,3%); el restante 50% de las acciones son de participación pública y concursan en la Bolsa de Estocolmo, la Bolsa de Copenhague y la Bolsa de Oslo. El mayor accionista particular es la Fundación Knut and Alice Wallenberg (7,4%).
Tiene varias aerolíneas en Europa.

## Grupo SAS
Es la principal compañía de operaciones dentro del consorcio SAS.
El grupo tiene las siguientes compañías:
- Empresas de la Scandinavian Airlines
  - Scandinavian Airlines System International (100%) (internacional)
  - Scandinavian Airlines System Danmark (100%) (Dinamarca)
  - Scandinavian Airlines System Sverige (100%) (Suecia)
  - Scandinavian Airlines System Norge (100%) (Noruega)
  - SAS Business Opportunities (100%) (Oportunidades empresariales)

- Filiales que vuelan con nombre propio
  - Widerøe (100%)
  - Blue1 (100%)
  - Spanair (100%)
  - airBaltic (47,2%)

- Empresas de logística aeroportuaria
  - SAS Media (100%) (Media)
  - SAS Cargo Group (100%) (Mercancías)
  - SAS Technical Services (100%) (Servicio técnico)
  - SAS Ground Services (100%) (Logística)

- Filiales
  - Estonian Air (49%)
  - Air Greenland (37,5%)
  - Skyways Express (25%)
  - Aerolíneas de Baleares (25%)
  - bmi (20%)

SAS anunció el 13 de junio de 2007 que vendería sus acciones de Spanair, Air Greenland y Bmi. El grupo decidiría, además, con qué partes de las empresas de logística (Airline Support Business) seguiría operando, decisión prevista para otoño de 2007

## Colaboraciones y alianzas
- Scandinavian Airlines, Bmi, Blue1 y Spanair son miembros de la Star Alliance.
- SAS Cargo Group es miembro de la WOW Alliance
- Widerøe, Skyways Express, airBaltic, Blue1 y Estonian Air tienen una estrecha conexión con SAS

## Historia

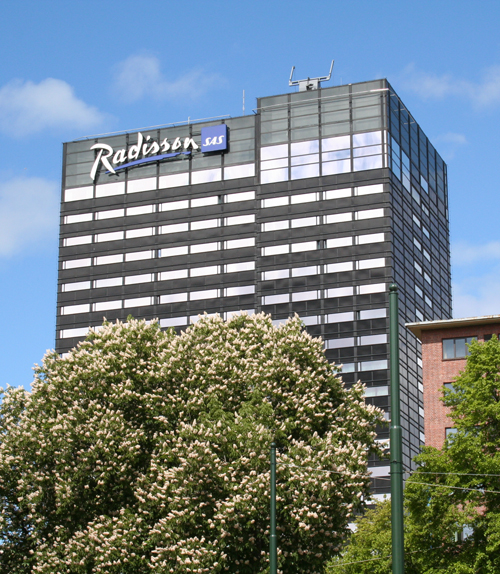
Radisson SAS deja de ser controlada por SAS

La aerolínea fue fundada el 1 de agosto de 1946 cuando Det Danske Luftfartsselskab, Aerotransport y Det Norske Luftfartsselskap (transportes insignia de Dinamarca, Suecia y Noruega) formaron una alianza para operar en el tráfico intercontinental con destino a Escandinavia. Las operaciones comenzaron el 17 de septiembre de 1946. Más tarde, las compañías incluyeron la coordinación de las operaciones europeas en 1948 y finalmente se fusionaron para formar el actual SAS Consortium en 1951. Tras su establecimiento, la aerolínea quedó dividida en SAS Denmark (28,6%), SAS Norge (28,6%) y SAS Sweden (42,8%), todas ellas propiedad en un 50% de inversores privados y en otro 50% de los respectivos gobiernos. SAS fue adquiriendo poco a poco el control de los mercados nacionales en los tres países haciéndose con el control total o parcial de varias aerolíneas locales. En mayo de 1997 SAS formó la cadena global Star Alliance junto a Air Canada, Lufthansa, Thai Airways International y United Airlines.
Momentos más importantes de SAS Group
- 1918   Se funda Det Danske Luftfartselskab A/S (DDL), la compañía de la que deriva SAS en Dinamarca
- 1920   DDL entraen la Bolsa de Copenhague
- 1924   Se funda AB Aerotransport (ABA), la compañía de la que deriva SAS en Suecia
- 1927   Se funda Det Norske Luftfartselskap A/S (DNL), la compañía de la que deriva SAS en Noruega
- 1946   Se forma el grupo SAS de Det Danske LuftfartselskabA/S (DDL), Det Norske Luftfartselskap A/S (DNL) y Svensk Interkontinental Lufttrafik AB (SILA). Primer vuelo intercontinental Estocolmo-Nueva York
- 1951   DDL, DNL y ABA forman el SAS Consortium actual
- 1954   SAS es la primera aerolínea mundial en realizar la ruta polar Copenhague-Los Ángeles en servicio regular.
- 1955   SILA (que poseía un 50% de ABA) entra en la "Lista de operadores de acciones" de Suecia.
- 1957   SAS es la primera aerolínea en ofrecer un "servicio alrededor del mundo pasando por el Polo Norte". El trayecto Copenhague-Anchorage-Tokio
- 1959   SAS entra en la edad de los aviones ultrasónicos. Entra en servicio el primer avión ultrasónico, denominado Sud Aviation Caravelle.
- 1960   SAS abre su primer hotel, el SAS Royal Hotel Copenhaguen. SAS ayuda a fundar la Thai Airways International, asumiendo un 30% de acciones en la empresa conjunta
- 1965   SAS es la primera en introducir un sistema electrónico de reservas
- 1967   DNL entra en la Bolsa de Oslo
- 1971   SAS pone en servicio su primer jumbo [Boeing 747]
- 1977   SAS vende las acciones que aún le quedan en Thai
- 1980   SAS abre su primer hotel fuera de Escandinavia, el SAS Kuwait Hotel. SILA entra en la Bolsa de Estocolmo
- 1981   Se introduce la SAS EuroClass en todas las rutas europeas
- 1982   SAS es la aerolínea más puntual en Europa por primera vez
- 1984   SAS recibe la distinción "Aerolínea del año" de la Air Transport World en 1983
- 1986   Se funda Spanair
- 1987   Cofundador de Amadeus, Sistema de Reservas (también conocido como GDS).
- 1989   SAS International Hotels se hace con el 40% del Intercontinental Hotels Group. Esta filial se vendió en 1992
- 1994   Focalización en las operaciones de aerolínea del SAS Group; venta de algunas filiales
- 1996   SAS celebra su 50.º aniversario el 1 de agosto. Armonización y cambio de nombre de la compañía SAS madre a SAS Danmark A/S, SAS Norge ASA y SAS Sverige AB
- 1997   SAS es una de las fundadora de la Star Alliance
- 1998   Air Botnia (Bluel) se convierte en una filial completa del SAS Group
- 1999   El SAS Group se convierte en propietario mayoritario de Widerøe
- 2001   Se establece un único tipo de acción SAS. El 6 de julio, SAS entra en las bolsas de Estocolmo, Copenhague y Oslo. Braathens es adquirida por el SAS Group en diciembre
- 2002   Rezidor SAS Hospitality firma un acuerdo de franquicia con Carlson Hotels Worldwide
- 2003   Adquisición del 49% de acciones de Estonian Air
- 2004   Incorporación de Scandinavian Airlines Sverige, SAS Breathens y Scandinavian Airlines Danmark
- 2006   SAS vende las acciones que le quedan de la cadena de hoteles Rezidor Hotel Group
- 2007   Nuevo director ejecutivo y presidente Mats Jansson; SAS vende SAS Flight Academy

### Presidentes de SAS Group
- 1946 - 1948 Per A. Norlin
- 1949 - 1951 Per M. Backe
- 1951 - 1954 Per A. Norlin
- 1955 - 1957 Henning Throne-Holst
- 1958 - 1961 Åke Rusck
- 1961 - 1962 Curt Nicolin
- 1962 - 1969 Karl Nilsson
- 1969 - 1978 Knut Hagrup
- 1978 - 1981 Carl-Olov Munkberg
- 1981 - 1993 Jan Carlzon
- 1993 - 1994 Jan Reinås
- 1994 - 2001 Jan Stenberg
- 2001 - 2006 Jørgen Lindegaard
- 2007 - 2021 Mats Jansson
- 2021 - Anko van der Werff

## Rendimiento financiero
| Año terminado | Pasajeros  | Empleados (Media/Año) | Ganancias netas/pérdidas (SEK) | upa básicas (SEK) |
| ------------- | ---------- | --------------------- | ------------------------------ | ----------------- |
| 2006          | 38.609.000 | 26.554                | 4.936.000.000                  | 28,10             |
| 2005          | 36.312.000 | 32.363                | 418.000.000                    | 1,06              |
| 2004          | 32.400.000 | 32.481                | -1.813.000.000                 | -11,38            |
| 2003          | 31.004.000 | 34.544                | -2.221.000.000                 | -8,60             |
| 2002          | 33.254.000 | 35.506                | -736.000.000                   | -0,81             |
| 2001          | 35.640.000 | 31.035                | -1.140.000.000                 | -6,58             |
| 2000*         | 23.240.000 | 30.939                | 2.273,.000.000                 | 11,79             |
| 1999*         | 21.991.000 | 30.310                | 1.846.000.000                  | 8,41              |

- Antes del 2001 las cifras de tráfico del SAS Group no incluían airBaltic, Bluel y Spanair.

## Flota
La flota del SAS Group consta de las siguientes aeronaves a fecha de noviembre de 2006: (290 aeronaves)
| Type                       | Imagen | SAS                       | Spanair | Blue1 | Wideroe                  | AirBaltic                                        | Total                     |
| -------------------------- | ------ | ------------------------- | ------- | ----- | ------------------------ | ------------------------------------------------ | ------------------------- |
| Airbus A319-100            |        | 4                         |         |       |                          |                                                  | 4                         |
| Airbus A320-200            |        |                           | 16      |       |                          |                                                  | 16                        |
| Airbus A321-200            |        | 8                         | 5       |       |                          |                                                  | 13                        |
| Airbus A330-300            |        | 4                         |         |       |                          |                                                  | 4                         |
| Airbus A340-300            |        | 7                         |         |       |                          |                                                  | 7                         |
| Avro RJ85/100              |        |                           |         | 6     |                          |                                                  | 6                         |
| Boeing 737-300             |        |                           |         |       |                          | 4 (+ 4 pedidos por entregar de otras aerolíneas) | 4                         |
| Boeing 737-400             |        | 4                         |         |       |                          |                                                  | 4                         |
| Boeing 737-500             |        | 12                        |         |       |                          | 10                                               | 22                        |
| Boeing 737-600             |        | 27                        |         |       |                          |                                                  | 27                        |
| Boeing 737-700             |        | 17                        |         |       |                          |                                                  | 17                        |
| Boeing 737-800             |        | 16                        |         |       |                          |                                                  | 16                        |
| Boeing 757-200ER           |        |                           |         |       |                          | 2                                                | 2                         |
| Bombardier CRJ900          |        | (10 pedidos por entregar) |         |       |                          |                                                  | (10 pedidos por entregar) |
| deHavilland dash 100       |        |                           |         |       | 17                       |                                                  | 17                        |
| deHavilland dash 300       |        |                           |         |       | 10                       |                                                  | 10                        |
| deHavilland Q400NextGen    |        |                           |         |       | (6 pedidos por entregar) | (8 pedidos por entregar)                         | (14 pedidos por entregar) |
| Fokker 50                  |        | 6                         |         |       |                          | 8                                                | 14                        |
| McDonnell Douglas MD-81    |        | 5                         |         |       |                          |                                                  | 5                         |
| McDonnell Douglas MD-82/83 |        | 31                        | 27      |       |                          |                                                  | 58                        |
| McDonnell Douglas MD-87    |        | 11                        | 9       |       |                          |                                                  | 20                        |
| McDonnell Douglas MD-90    |        |                           |         | 5     |                          |                                                  | 5                         |
| Total                      |        | 172                       | 57      | 12    | 30                       | 24                                               | 295                       |

## Museo del SAS
Las muestras del Museo SAS en el Aeropuerto de Oslo, Gardermoen representan una parte importante de la historia de la aviación civil escandinava. Las colecciones del museo cubren no sólo el Scandinavian Airlines System (SAS), sino también una buena parte de sus compañías madre: AB Aerotransport (ABA), Det Danske Luftfartselskab (DDL) y Det Norske Luftfartselsap (DNL). En un principio se estableció un museo en 1989 en la zona de hangares del Aeropuerto de Oslo, Fornebu a l vez que se formaba la DNL/SAS Historic Society. Su construcción fue posible gracias al esfuerzo de un grupo de entusiastas de empleados del SAS activos y también retirados. La creación del nuevo museo en 2003/2004 es el resultado de un sentimiento del SAS de responsabilidad de documentar la historia de la aviación civil escandinava. Con este propósito, la aerolínea ha colaborado con sus tres sociedades históricas nacionales, las cuales asumen una labor diaria gracias a los voluntarios. SAS asume los costes del alquiler del edificio que alberga el museo y, además, ha puesto a disposición almacenes para exposiciones de museo en Dinamarca y Suecia. El museo de Gardermoen es, por ello, algo más que una mera extensión de las instalaciones de Fornebu: es más bien un museo escandinavo totalmente nuevo y mucho más ampliado. Lo administra un comité que incluye a representantes del SAS Consortium y de las sociedades históricas.[cita requerida]